# Eulaira hidalgoana
Eulaira hidalgoana là một loài nhện trong họ Linyphiidae.
Loài này thuộc chi Eulaira. Eulaira hidalgoana được Willis J. Gertsch & Michael Davis miêu tả năm 1937.